# Farkangyal
A Farkangyal (eredeti cím: Switch) 1991-ben bemutatott amerikai fantasy filmvígjáték, melyet Blake Edwards rendezett. A főbb szerepekben  Ellen Barkin, Jimmy Smits, JoBeth Williams és Lorraine Bracco látható.
Bár a film nem volt kasszasiker, ennek ellenére Barkint Golden Globe-díjra jelölték a filmben nyújtott alakításáért. A film közvetve a hosszú ideig futó Mystery Science Theater 3000 című sorozat alapja lett.

## Történet
Steve Brooks (Perry King) hírhedt nőcsábász. Egy éjszaka három korábbi barátnője egy kád forró vízbe csábítja, majd meggyilkolja.
Isten ad egy esélyt, hogy Steve megválthassa magát és hogy megtudhassa, melyik nő szereti őt és ki is ő valójában. Az Ördög tanácsára azzal nehezítik Steve feladatát, hogy nőként kell visszatérnie a Földre. Amanda Brooks (Ellen Barkin) személyében tér vissza a Földre és most olyan dolgokkal kell foglalkoznia, ami egy nő életében mindennapos: smink, magas sarkú cipő, dekoltázs és az olyan nyomulós emberek udvarlása, mint amilyen ő volt korábban. Eltart egy ideig, amíg Steve/Amanda igazi nőként kezd viselkedni. Meg kell tanulnia, hogy üljön összezárt lábakkal, a női haj fortélyaival és a ruhásszekrény rejtelmeivel. Amandának meg kell győznie Steve legjobb barátját, Waltert (Jimmy Smits), hogy ő valójában Steve.
Közben az Ördög időről időre fogadásokat köt Istennel és megpróbálja elnyerni Amanda lelkét. Ezalatt Amanda kétségbeesetten próbálja megtalálni azt a nőt, aki igazán szereti Steve-t, de rá kell jönnie, hogy minden nő, akivel Steve valaha is kapcsolatban volt, gyűlöli őt. Egy üzlet révén kapcsolatba kerül a leszbikus Sheila Faxronnal, de rá kell jönnie, még egy mindig képtelen az őszinte kapcsolatra egy nővel.
Egy átmulatott részeg éjszaka után Amanda egyéjszakás kalandba bonyolódik Walterral, majd Amandát Steve meggyilkolásával vádolják és őrültként kezelik, végül börtönbe kerül. A börtönben rádöbben, hogy terhes. A film végén Amanda megszüli kislányát, így ő lesz az a nő, aki szereti őt. Nem sokkal később meghal és a mennybe kerül, de nem tudja eldönteni, hogy férfi vagy női angyal szeretne lenni.

## Szereplők
| Színész          | Szerep              | Magyar hang      |
| ---------------- | ------------------- | ---------------- |
| Ellen Barkin     | Amanda Brooks       | Prókai Annamária |
| Jimmy Smits      | Walter Stone        | Gáti Oszkár      |
| JoBeth Williams  | Margo Brofman       | Kovács Nóra      |
| Lorraine Bracco  | Sheila Faxton       | Györgyi Anna     |
| Tony Roberts     | Arnold Freidkin     | Székhelyi József |
| Perry King       | Steve Brooks        | Dörner György    |
| Bruce Payne      | Ördög               | Hegedűs D. Géza  |
| Lysette Anthony  | Liz                 |                  |
| Victoria Mahoney | Felicia             |                  |
| Basil Hoffman    | Higgins             | Varga T. József  |
| Catherine Keener | Steve titkárnője    | Tóth Enikő       |
| Kevin Kilner     | Dan Jones           | Kautzky Armand   |
| David Wohl       | Caldwell ügyvéd     |                  |
| James Harper     | Laster hadnagy      |                  |
| John Lafayette   | Phillips őrmester   | Melis Gábor      |
| Téa Leoni        | Connie, az álomlány | Orosz Helga      |

## Díjak és jelölések
- Golden Globe-díj (1992)
  - jelölés: legjobb színésznő – zenés film és vígjáték kategória (Ellen Barkin)
- Grammy-díj (1992)
  - jelölés: legjobb filmhez vagy televíziós műsorhoz írt dal (Lyle Lovett: You Can't Resist It)

## Érdekességek
- Ellen Barkin és Lorraine Bracco erotikus jelenetét kivágták a tesztvetítések rossz visszajelzései miatt.
- Ebben a filmben debütált Téa Leoni.
- Az Ördög (Bruce Payne) összesen hatszor jelenik meg a filmben.

## Filmzene
- Paul Young & Clannad – Both Sides Now
- Indecent Obsession – Dream After Dream
- Bruce Hornsby & The Range – Barren Ground
- Jody Watley – It's All There
- Pretty Boy Floyd – Slam Dunk
- Ronnie Milsap – Old Habits Are Hard To Break
- Billie Holiday – Lover Man
- Lyle Lovett – You Can't Resist It
- Don Grady – A Lifetime Of Love
- The Jets – Sendin' Out A Message
- Jim Chappell – Persuasion
- Nathalie Archangel – So Quiet, So Still
- Joe Ely – Are You Listenin' Lucky!